# Stenløse-Ølstykke Atletik og Motion
Stenløse-Ølstykke Atletik og Motion, forkortet SØAM, er en motions og atletikklub hjemmehørende i Egedal Kommune. Klubben blev stiftet 14. februar 1980, under navnet Stenløse-Ølstykke Atletikklub. Omdrejningspunktet var de første år Stenløse atletikstadion. Senere voksede afdelingen for motionsløb så meget at klubben skiftede navn.
I dag har klubben både aktiviteter på Stenløse atletikstadion og ved deres klublokale på 10. klassecenteret ved "Skyhøj" nord for Ølstykke. Klubben er medlem af Dansk Atletik Forbund 
Klubben arrangerer et serieløb i Lystrup skov fra november til marts 